# Potrubowszczyzna
Potrubowszczyzna [pronunciación en polaco: /pɔtrubɔfʂˈt͡ʂɨzna/] es un pueblo ubicado en el distrito administrativo de Gmina Sidra, dentro del Condado de Sokółka, Voivodato de Podlaquia, en el norte de Polonia oriental. Se encuentra aproximadamente a 4 kilómetros al noreste de Sidra, a 20 kilómetros al norte de Sokółka, y a 55 kilómetros al norte de la capital regional Białystok.